# El Port de la Selva

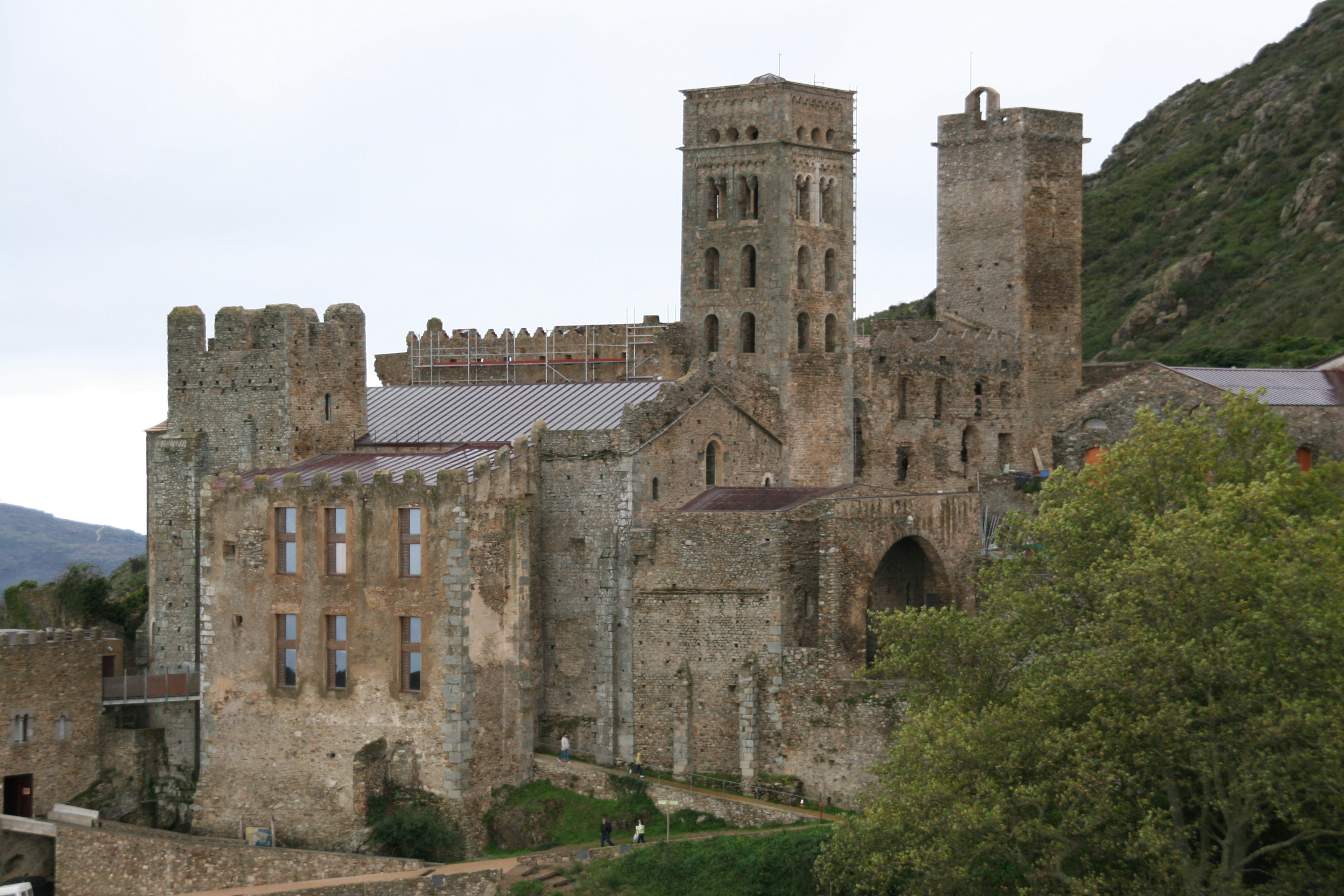
Klostret Sant Pere de Rodes

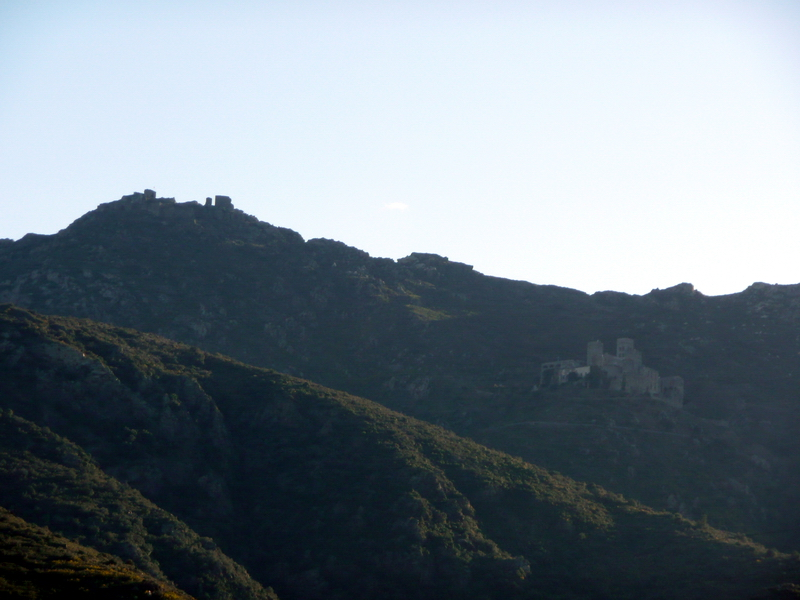
Klostret Sant Pere de Rodes och slottet Verdera från Vall de Santa Creu

El Port de la Selva är en kommun i Spanien.   Den ligger i provinsen Província de Girona och regionen Katalonien, i den östra delen av landet, 600 km öster om huvudstaden Madrid. Antalet invånare är 1 011. Arean är 42 kvadratkilometer. El Port de la Selva gränsar till Cadaqués, Roses, La Selva de Mar, Palau-saverdera, Pau, Vilajuïga och Llançà. 
Terrängen i El Port de la Selva är huvudsakligen kuperad, men österut är den platt.